# Hlobyne
Hlobyne (in ucraino Глобине?) è una città  dell'Ucraina (8955 abitanti) situata nel distretto di Kremenčuk, nell'oblast' di Poltava. Ospita l'amministrazione della comunità territoriale di Hlobyne, una delle comunità territoriali dell'Ucraina.
Fino al 18 luglio 2020 Hlobyne è stata il centro amministrativo del distretto di Hlobyne, abolito come parte della riforma amministrativa dell'Ucraina, che ha ridotto a quattro il numero dei distretti dell'oblast' di Poltava. L'area del distretto di Hlobyne è stata trasferita al distretto di Kremenčuk.